# ليو هيكمان
ليو هيكمان (بالإنجليزية: Leo Hickman)‏ هو صحفي بريطاني، ولد في 1975.